# Guannan Daochang
Guannan Daochang (chiń. 關南道常; pinyin Guānnán Dăocháng; kor. 관남도상 Kwannam Tosang; jap. Kannan Dōjō; wiet. Quan Nam Đạo Thường; ur. VIII wiek, zm. IX wiek) – chiński mistrz chan ze szkoły chan hongzhou.

## Życiorys
Daochang był uczniem mistrza chan Baizhanga Huaihaia. Żył i nauczał w Xiangzhou (obecnie w prowincji Hubei).
Uczeń spytał: „Jakie jest znaczenie przybycia Bodhidharmy z zachodu?”
Daochang podniósł swój kij i powiedział: Czy rozumiesz?”
Mnich powiedział: „Nie rozumiem.”
Daochang uderzył go.
Mnich spytał: „Co jest źródłem wielkiej drogi?”
Daochang uderzył go.

## Linia przekazu Dharmy zen
Pierwsza liczba oznacza liczbę pokoleń mistrzów od 1 Patriarchy indyjskiego Mahakaśjapy.
Druga liczba oznacza liczbę pokoleń od 28/1 Bodhidharmy, 28 Patriarchy Indii i 1 Patriarchy Chin.
Trzecia liczba oznacza początek nowej linii przekazu w danym kraju.
- 33/6. Huineng (638–713)
  - 34/7. Nanyue Huairang (677–744) szkoła hongzhou
    - 35/8. Mazu Daoyi (707–788)
      - 36/9. Baizhang Huaihai (749–814)
        - 37/10. Baizhang Niepan (749–819) (także Fazheng)
        - 37/10. Guannan Daochang (bd)
        - 37/10. Guishan Da’an (793–883) (także Changqing)
          - 38/11. Lingyun Zhiqin (bd)
          - 38/11. Taisui Fazhen (878–963)
            - 39/12. Lingshu Rumin (bd)

        - 37/10. Dazi Guanzhong (780–860)
        - 37/10. Wufeng Changguan (bd)
        - 37/10. Shishuang Xingkong (bd)
        - 37/10. Guling Shencan (bd)
        - 37/10. Guishan Lingyou (771–853) szkoła guiyang
        - 37/10. Huangbo Xiyun (zm. 850)
          - 38/11. Linji Yixuan (zm. 867) szkoła linji

        - 37/10/1. Vô Ngôn Thông (759–826) Wietnam